# KingsAge
KingsAge (Королівський Вік) — браузерна гра стилю середньовіччя, створена за допомогою компанії MMOGAME. Кожний гравець є володарем маленького поселення, за силу й славу якій йому належить боротися.

## Основна інформація
«Королівський Вік» зображує Раннє Середньовіччя. У українському сервері існує, поки що 1 світ (на 8.02.10р). Кожен гравець — засновник маленького поселення, за силу і славу якої він відповідає. Поселення з часом збільшується, населення ростуть, розвиваються виробництво і торгівля. У околиці знаходяться інші поселення, які також прагнуть до влади і конкурують з поселенням, яким володіє гравець. Можна об'єднуватися в альянси, в яких діє Ієрархія, і укладати союзи з іншими племенами (але це можуть робити тільки дипломати або більш високопоставлені члени племені). У альянсі можуть числитися від 1 до будь-якої кількості гравців.

## Будинки
У грі існують 17 будівель, які можна відбудовувати. Спочатку доступні тільки 2 з цих 17 будівель, після їх добудови до певної кількості рівнів стають доступні й інші. Для будівництва будівель необхідні ресурси, які виробляють лісопилка, кар'єр і шахта (навіть у той час, коли гравця немає в мережі). Крім цих трьох видів ресурсів, для будівництва будівель потрібні вільні поселенці, ліміт яких збільшується з підвищенням рівня Млина.

## Торгівля
Ринкова площа дає добру можливість взаємодіяти з іншими гравцями. Можна приймати чужі або встановлювати свої власні торгові пропозиції, обмінювати відсутні види ресурси в інших гравців на власні ресурси. Ресурси можна передавати двома способами: Обмін — один ресурс за інший. Пересилання — безоплатна передача ресурсів від одного гравця іншому. Ресурси зберігаються на складі, що має певний об'єм у залежності від його рівня. Також передбачена схованка — в ній знаходяться ресурси, що їх не можуть захопити вороги. Максимальний обсяг схованки — 15 000 одиниць кожного ресурсу. Однак у більшості світів на початку гри пересилання ресурсів обмежена, це зроблено для того, щоб обмежити кількість мульти-акаунтів. Ресурси можна пересилати як між своїми селами так і між гравцями. 

## Битва
У грі є 10 різних військових одиниць, які розрізняються за силою оборонним здібностям від інших бойових одиниць тамплієр, свайр, стрільці, берскеки, шпигуни, лицарі, чорні лицарі, тарани, требуше, графи. Вони виробляються в бараках і резиденціях. Для їх виробництва потрібні всі види сировини, жителі поселення і достатній час. Мета цих нападів на поселення — розкрадання сировини, шпигунство, руйнування і, як остаточна мета, захоплення чужих поселень. Для захоплення села потрібні графи які виробляються в резиденції. Графи знижують рівень впливу ворожого поселення. Спочатку лояльність дорівнює пункту поселення і коли вона досягне нуля — поселення захоплюється. Графи знижують рівень впливу тільки тоді, коли в поселення вже немає армії. Графф знижує рівень впливу по різному. Період захисту, протягом якого на поселення гарантовано, що не нападуть суперники, триває 5 днів після початку гри. Війська умовно поділяються на два типи — Деф (захисні) та Офф (атакуючі). Деф-війська призначені для захисту поселення, до них належать: тамплієр, сквайр, стрільці, чорні лицарі Офф-війська для нападу: берскеки, лицарі, чорні лицарі, тарани, требуше, графи. І специфічний тип військ — шпигуни, які використовуються для розвідки ворожих сіл і не можуть атакувати, проте можуть убити ворожих шпигунів, перебуваючи в своєму селі в обороні. Надсилати війська деф для нападу і навпаки не рекомендується, тому що втрати суттєво зростають. Катапульти — засоби для знищення будівель (для захоплення сіл використовувати не рекомендується), катапульти слід висилати у супроводі війська. Таран — засоби для зниження рівня стіни (що впливає на обороноздатність села).

## Альянс
Гравець, вступивши в альянс, починає свою діяльність не як звичайний гравець, а вже як член суспільства. У ньому він може стати звичайним воїном, посадовою особою або главою племені. У альянсі є кілька рівнів повноважень, які можуть бути передані: Засновник альянсу автоматично стає старійшиною. Він має всі права і привілеї в альянсі, він може розпустити альянс, змінити його назву і налаштування і змінювати привілеї інших гравців. Ніколи не давайте на це право неподумав, тому що їм можуть зловживати — розпустити альянс, забрати права в інших гравців.

- Лідери альянсу — можуть змінювати привілеї і титул членів альянсу, а також, виключати їх.
- Запрошення дозволяє гравцеві запрошувати інших гравців в альянс. * Дипломатія — це право дозволяє змінювати профіль альянсу і укладати союзи і пакти ненападу, оголошувати війну.
- Групове письмо — у гравця є можливість відсилати лист відразу всім членам племені.
- Модератор — право дозволяє видаляти або виправляти повідомлення членів племені у внутрішньому форумі, створювати теми та інше.
- Проглядання форуму — дозволяє гравцю дивитись форум альянсу.

Буває що гравцю не подобається його плем'я і він хоче знайти собі інше. Що б можна було ввійти в інший альянс, треба спочатку покинути цей альянс або розпустити те, що ти створив. Покинути альянс можна за допомогою посилання «Покинути альянс», яка розташоване над внутрішніми об'явами в розділі «Альянс». Якщо ти єдиний старійшина того племені, то тобі потрібно для початку призначити іншого гравця старійшиною або розпустити альянс. Дуже важливо знайти альянс, в якому б ти хотів бути. Перед створенням свого альянсу, бажано побувати в інших щоб набратися трохи досвіду. Кілька порад з вибору альянсу: у більшості випадків, марно звертатися в топ-альянсів, оскільки вони навряд чи захочуть брати новачка. Альянс, в якого ти вступиш повинно знаходитися поряд з тобою. Дистанція — дуже важливий фактор у взаємодопомозі.